# Squamanita fimbriata
Squamanita fimbriata är en svampart som tillhör divisionen basidiesvampar, och som beskrevs av Gulden, Bendiksen och Tor Erik Brandrud. Squamanita fimbriata ingår i släktet Squamanita, och familjen Squamanitaceae. Arten har ej påträffats i Sverige.